# Шестопал, Елена Борисовна
Еле́на Бори́совна Шестопа́л (род. 14 января 1949, п. Хор) — советский и российский учёный и педагог в области философии и социологии, доктор философских наук (1989), профессор (1990). Заслуженный профессор МГУ (2018). Заслуженный работник высшей школы Российской Федерации (2011).

## Биография
Родилась 14 января 1949 года в посёлке Хор, Хабаровского края.
С 1966 по 1971 год обучалась на философском факультете МГУ, с 1973 по 1977 год обучалась в аспирантуре при этом факультете. С 1976 по 1979 год научный сотрудник Института социологии АН СССР. С 1979 по 1991 год профессор по кафедре социальной психологии Института общественных наук при ЦК КПСС. С 1991 по 1992 год — заведующая кафедрой прикладной политологии Фонда социально-политических исследований. С 1992 по 2000 год — профессор кафедры истории и теории социологии Социологического факультета МГУ.
С 2000 по 2008 год — заведующая кафедрой политической психологии Философского факультета МГУ. С 2008 года — заведующая кафедрой социологии и психологии политики Факультет политологии МГУ.
В 1977 году Е. Б. Шестопал защитила диссертацию на соискание учёной степени кандидата философских наук по теме: «Методологические проблемы изучения механизмов социализации индивида», в 1989 году — доктор философских наук по теме: «Современные западные концепции политической социализации. Анализ методологических основ» при Академии общественных наук при ЦК КПСС. В 1990 году приказом ВАК ей было присвоено учёное звание профессор. В 2018 году была удостоена почётного звания Заслуженный профессор МГУ.

## Научно-педагогическая деятельность
Основная научно-педагогическая деятельность Е. Б. Шестопал была связана с вопросами в области междисциплинарного анализа проблемы личности на стыке политологии, социологии и психологии. В МГУ читает курсы «Политическая психология», «Психология лидерства», «Актуальные проблемы современной политической психологии», «Психология политического восприятия», «Современные подходы и методы в политической психологии», «Образ России в России и в мире» и «Социальная психология». Основная библиография: «Политическая психология» (1996), «Политическая наука: новые направления» (1999), «Психологический профиль российской политики 1990-х: теоретические и прикладные проблемы политической психологии» (2000), учебник «Политическая психология» (2002), «Образы власти в постсоветской России. Политико-психологический анализ» (2004), «Психология политического восприятия в современной России» и «Перспективы развития политической психологии: новые направления» (2012), учебные пособия «Гражданин. Общество. Государство: Россия в XXI в.» (2014), «Современная элита России: политико-психологический анализ» и «Четверть века после СССР: люди, общество, реформы» (2015), «Хрестоматия по политической психологии» (2017).
Член Советской ассоциации политических наук при АН СССР (с 1987 года), Международного общества политической психологии (с 1990 года) и Международной Ассоциации Политических Наук (с 1996 года), Российского общества политологов (с 2014 года), Российского психологического общества (с 2015 года). Является членом редколлегий журналов: «Международная Политическая Социология» (с 1990 по 1992 и с 2000 по 2002 год), «Вестник Московского университета» (с 2008 года), «Вестник Томского государственного университета» (с 2014 года). Член диссертационных советов факультета политологии и факультета государственного управления МГУ.
Член Экспертного совета ВАК по политическим наукам (с 1992 по 2018 год) и председатель государственной аттестационной комиссии факультета политологии МГИМО и Высшей школы экономики.
Е. Б. Шестопал является автором свыше 125 статей в научных журналах и восьми научно-исследовательских работ, Под её руководством было подготовлено около 30 кандидатов и докторов наук.
11 июня 2011 года Указом Президента России «За заслуги в научно-педагогической деятельности и большой вклад в подготовку квалифицированных специалистов» Е. Б. Шестопал была удостоена почётного звания Заслуженный работник высшей школы Российской Федерации.

## Награды
- Орден Дружбы (2020 — «За заслуги в научно-педагогической деятельности, подготовке квалифицированных специалистов и многолетнюю добросовестную работу»)[6]
- Заслуженный работник высшей школы Российской Федерации (2011 — «За заслуги в научно-педагогической деятельности и большой вклад в подготовку квалифицированных специалистов»)[5]
- Премии имени М. В. Ломоносова за научные работы (2016)[4]